# Parafia Narodzenia Najświętszej Maryi Panny w Jarszewie
Parafia pw. Narodzenia Najświętszej Maryi Panny w Jarszewie – parafia rzymskokatolicka należąca do dekanatu Kamień Pomorski, archidiecezji szczecińsko-kamieńskiej, metropolii szczecińsko-kamieńskiej. W parafii posługują księża diecezjalni. Według stanu na wrzesień 2018 proboszczem parafii był ks. Waldemar Woźny.

## Miejsca święte

### Kościół parafialny
Kościół pw. Narodzenia Najświętszej Maryi Panny w Jarszewie

### Kościoły filialne i kaplice
- Kaplica pw. św. Franciszka z Asyżu w Rekowie[1]
- Kościół pw. Chrystusa Króla w Sibinie[1]
- Kościół pw. św. Maksymiliana Marii Kolbego w Szumiącej[1]